# Szczakowa
Szczakowa (früher auch Szczaków) ist eine ehemalige Stadt, jetzt ein nördlicher Stadtteil von Jaworzno in der Woiwodschaft Schlesien in Polen.

## Geschichte
Der Ort wurde im Jahr 1427 als Sczacowa erstmals urkundlich erwähnt. Der besitzanzeigende Name ist vom Personennamen Szczak (beispielsweise im Jahr 1377 Sczak) abgeleitet. Im örtlichen kleinpolnischen Dialekt wurde er als scakovo ausgesprochen.
1519 war Sczakow in der Starostei von Będzin im königlichen Besitz. Administrativ gehörte das Dorf zum Kreis Proszowice bzw. Kraków der Woiwodschaft Krakau im Königreich Polen (ab 1569 Adelsrepublik Polen-Litauen).
Im Jahr 1767 wurde in Szczakowa das erste Steinkohlebergwerk im damaligen Polen eröffnet, der Anfang des späteren Zagłębie Krakowskie (Krakauer Bergbaurevier).
Bei der dritten Teilung Polens wurde es 1795 Teil des habsburgischen Kaiserreichs. In den Jahren 1815–1846 gehörte es zur Republik Krakau, 1846 wurde es als Teil des Großherzogtums Krakau wieder in die Länder des Kaisertums Österreich annektiert. 1847 wurde die Krakau-Oberschlesische Eisenbahn mit einem Bahnhof in Szczakowa eröffnet, im nächsten Jahr folgte die kürzere Bahnlinie über die Weiße Przemsza nach Maczki in Kongresspolen und das Dorf wurde zu einem wichtigen Eisenbahnknoten. Nach der Aufhebung der Patrimonialherrschaften bildete es eine Gemeinde im Gerichtsbezirk Jaworzno im Bezirk Chrzanów. 1857 gab es 573 Einwohner. 1885 wurde ein Zementwerk und 1911 eine Glashütte namens Josephinenhütte eröffnet. 1895/1896 wurde es zum Sitz einer österreichischen Garnison. Am 3. Juli 1896 wurde Szczakowa als einer der 131 Orte in Galizien zu einem Städtchen erhoben. Der erste Bürgermeister wurde Fryderyk Mandel, bisheriger Vogt. Nach ihm folgten Bernard Selinger und Samuel Boehm.
1900 hatte die Gemeinde Szczakowa eine Fläche von 957 Hektar, 293 Häuser mit 2778 Einwohnern, davon waren 2395 polnischsprachig, 242 deutschsprachig, 45 anderer Sprache; 2338 waren römisch-katholisch, es gab 397 Juden, 12 Evangelische und 31 anderen Glauben.
In der Zwischenkriegszeit gehörte Szczakowa zum Powiat Chrzanowski der Woiwodschaft Krakau. Nach der Volkszählung im Jahr 1921 war Szczakowa ein Dorf, jedoch zwischen den Städten im Gerichtsbezirk Jaworzno zugezählt, hatte 355 Häuser mit 2898 Einwohnern, die überwiegend römisch-katholische (2841) Polen (2894) waren. 1923 wurde der Fußballverein Szczakowianka Jaworzno gegründet. 1933 erhielt der Ort wieder mal das Stadtrecht. Beim Überfall auf Polen 1939 wurde das Gebiet von den Deutschen völkerrechtswidrig besetzt und dem Landkreis Krenau im neuen „Ostoberschlesien“ zugeordnet. 1954 wurden Długoszyn, Pieczyska und Dobra nach Szczakowa eingemeindet. 1956 wurde Szczakowa an die Stadt Jaworzno angegliedert.

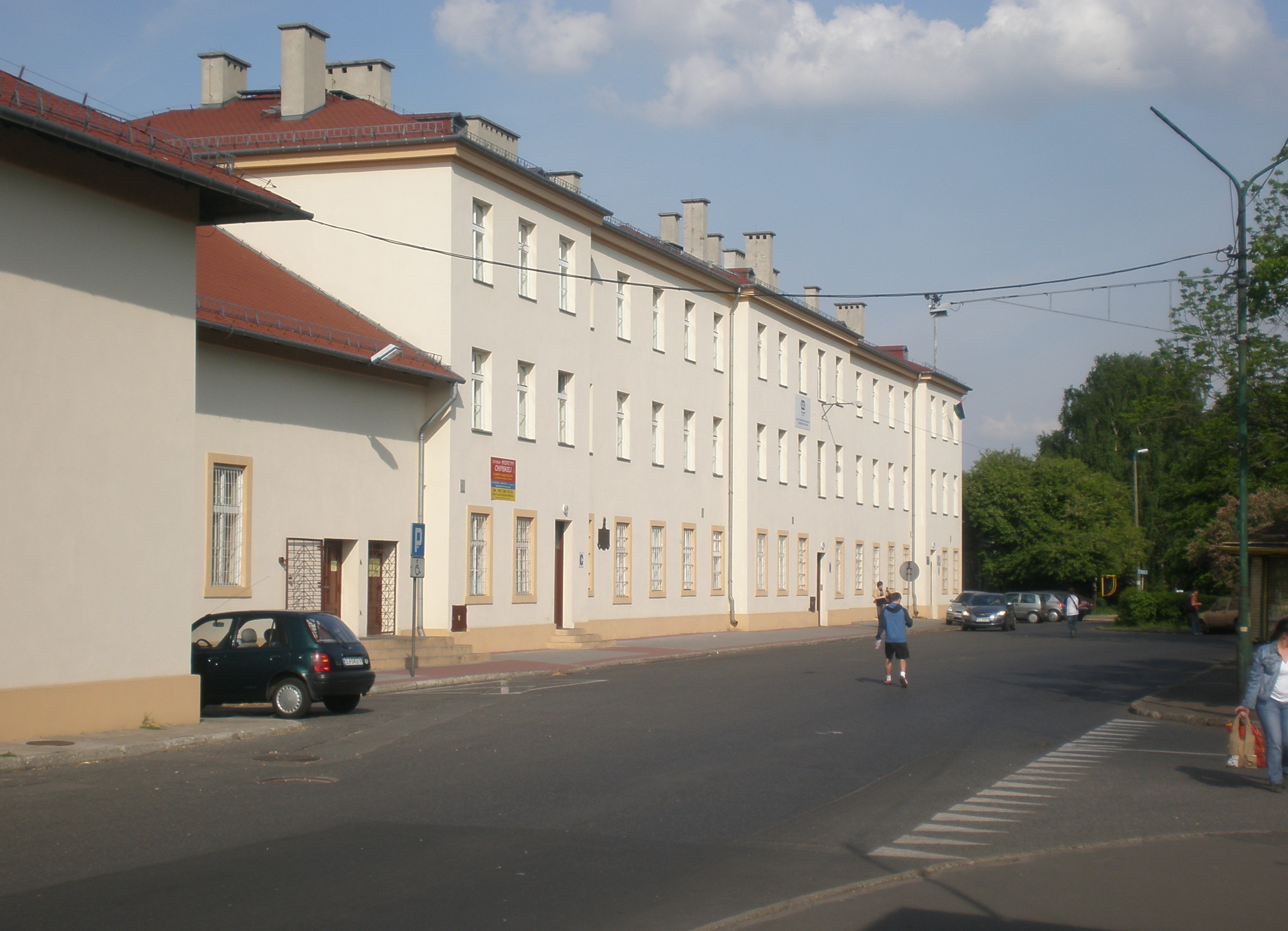
Bahnhof in Szczakowa
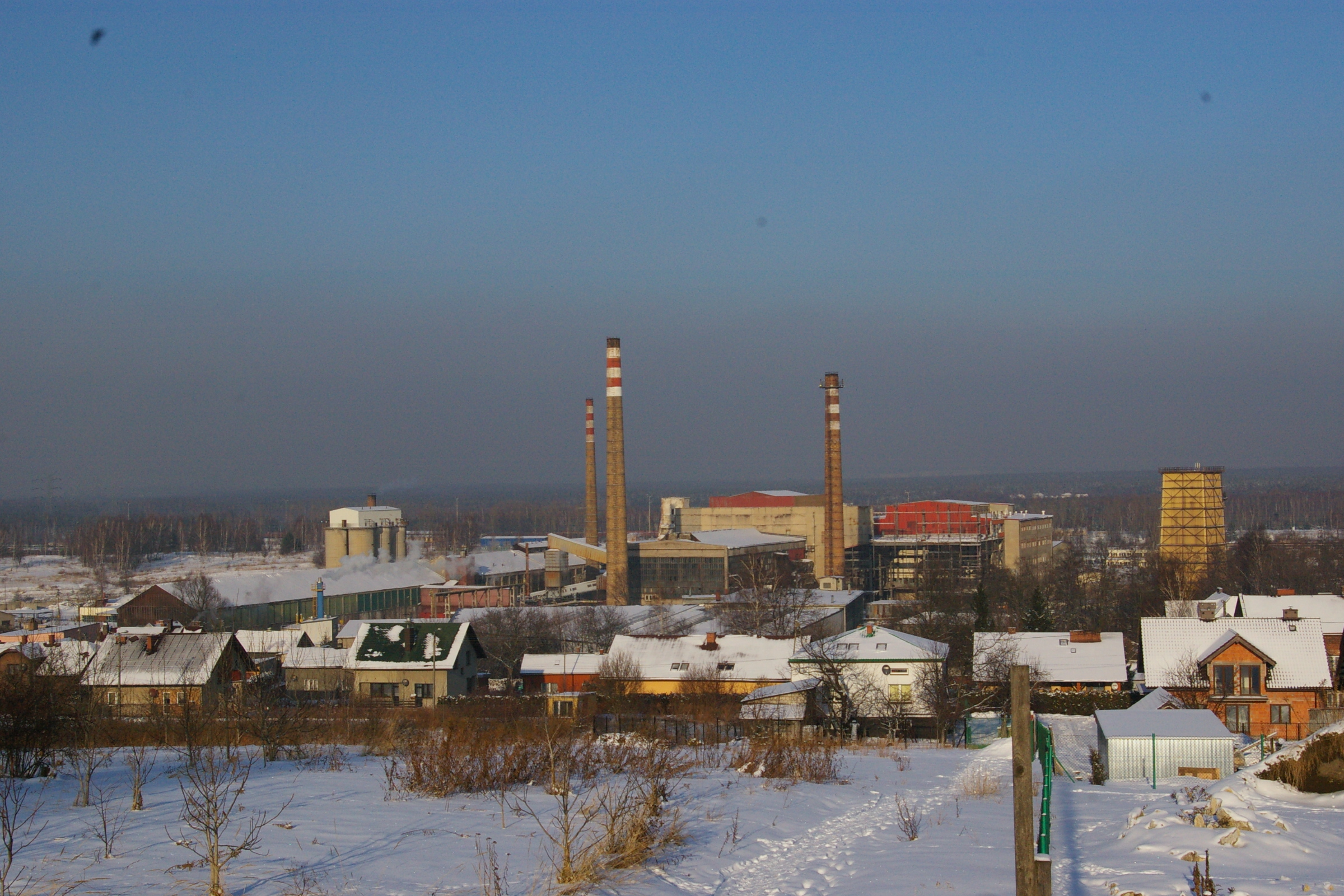
Glashütte
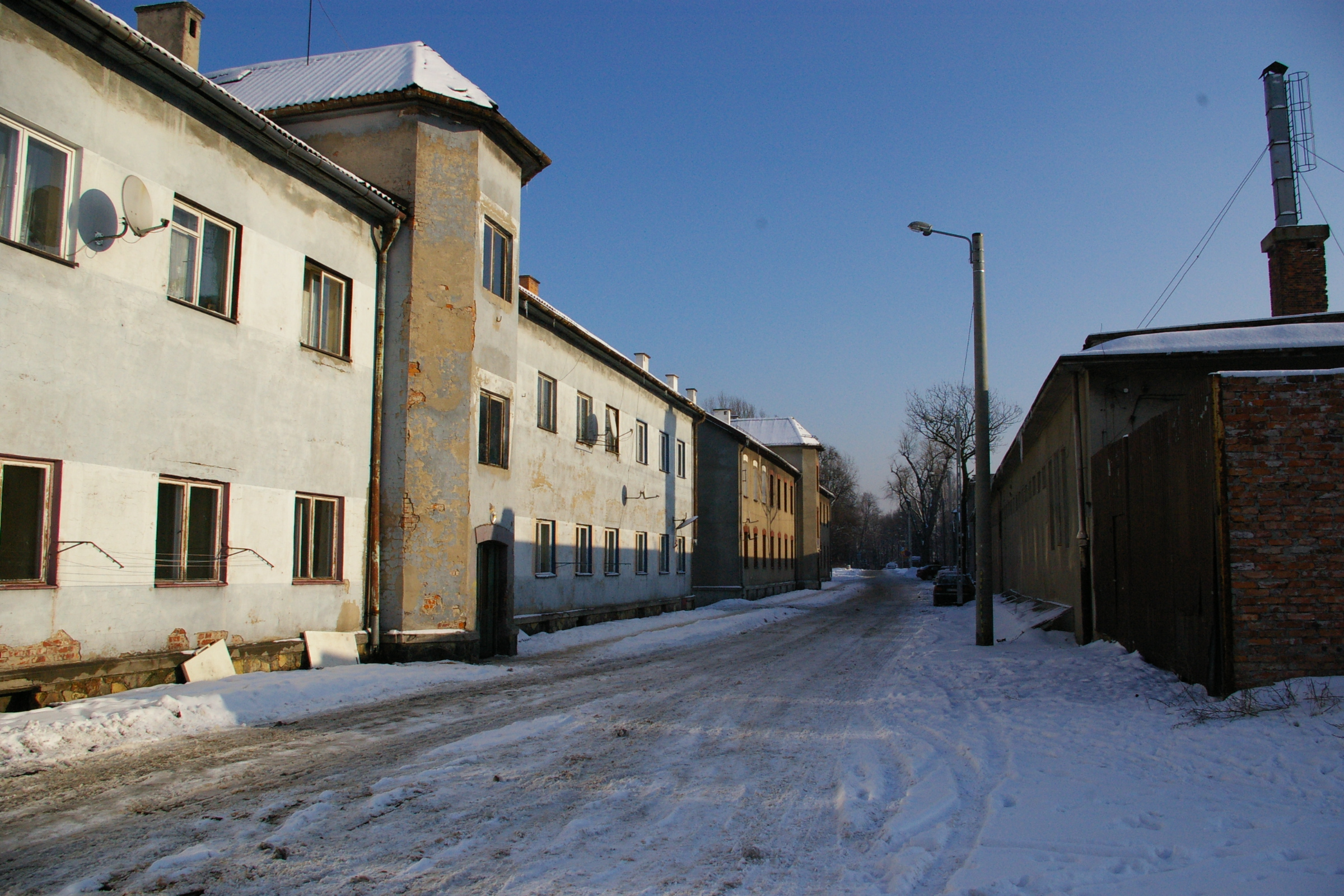
Ehemalige österreichische Kaserne

## Persönlichkeiten
- Antoni Popiel (1865–1910), polnischer Bildhauer